# Хабиба Сточевић Ризванбеговић
Хабиба Сточевић Ризванбеговић (Столац, 1845— Истанбул, новембар 1890) била је једна од првих песникиња која се појавила у босанскохерцеговачкој књижевности и истовремено писала на српском и турском језику.

## Живот
Рођена је у Стоцу 1845. године, од оца Али-паше Ризванбеговића Сточевића, великог реформатора и градитеља херцеговачких монументалних здања, од којих је до данас сачувана  Али-пашина џамија и резиденција на Буни. Хабибин отац је управљао Столачком капетанијом од 1813. до 1833. године, када га је султан Махмуд II прогласио херцеговачким везиром. Али-паша је до смрти, 1851, готово самостално управљао Херцеговином, која је од 14. јануара 1833. издвојена из Босанског ејалета и постала Херцеговачки пашалук. Како Омер-паши Латасу (тадашњем султановом сераскеру (главном команданту војске), харизма и успеси Хабибиног оца нису били по вољи он га је 1851. притворио у Јајачку тврђаву а потом и убио.
Након очве погибије Хабиба је са осталим делом породице прогнана из Стоца. У изгнанство прво одлази  у Сарајево, а потом у Истанбул.
У Истанбулу је Хабиба Сточевић-Ризванбеговић завршава школовање и изучава оријенталне језике.  Као девојка је почела да пише песме а то је наставила и када се удала за високог чиновника у Високој порти.
Познати босанскохерцеговачки писци Башагић и Ханџић наводе да се из Истанбула Хабиба Ризвановић Сточевић преселила у Кониу, где је ступила у мевлевијски дервишки ред.
Преминула је у 45. години живота, почетком новембра 1890. године, у Истанбулу, где је и сахрањена.

## Дело
У Истамбулу  (у егзилу) Хабиба Ризвановић Сточевић је постала песникиња, која упоредно пише на босанском и турском језику.  Њене песнички опус припада диванској књижевности, који је трајао од оснивања Босанског санџака у Румелијском ејалету скоро до краја деветнаестог века, а представљало га је готово две стотине песника. Диванско стваралаштво на  просторима Босне и Херцеговине уско је повезано са доласком Османлија који су са собом донели нову културу, веру, обичаје. Долазак исламског духа са Оријента видљив је и у уметничком стваралаштву, пре свега у књижевности. Бошњачки песници тог времена, вођени оријенталном мишљу, почели су да стварају дела прожета духом ислама. Диванска књижевност писана је на једном од оријенталних језика, турском, арапском или персијском. 
Хабиба је у другој половини 19. века била једина босанскохерцеговачка диванска песникиња, односно једина жена о којој постоји писани траг да је писала диване. Њене песме су о љубави по угледу на своје савременике у Турској.
Иако је, према неким истраживањима, Хабиба Ризванбеговић Сточевић написала целовит „Диван“, до данас је сачувана само једна њена песма, која пева о љубави, чежњи, патњи и несретном животу песникиње.
Кад од твога оштрога погледа
има рана насред џигерица,
не стрељај више!Већ је доста, драги,
и трептања густих трепавица.
Мој драгане, сад ти поглед пјани
око других дјевојака блуди;
К’о сабља је твој отказ љубави
наново ми повриједи груди.
Неразумној, незнаној, несвјесној,
противници ти си друг постао,
а мени си отказао љубав;
гдје је ријеч што си је задао?
Невјерниче, залуд је од тебе
очекиват дјела милостива;
од искона не имадеш вјере,
невјерником свијет те назива.
О Хабиба, спасит се је тешко
од љубавних непреболних јада;
као ни ти, многа несрећница
пустој срећи никад се не нада.

### Признање
Хабиба Сточевић Ризванбеговић једина је од муслиманки која је својим достигнућима, оставила траг у историји Босне и Херцеговине. Њој у част на Добрињи у Сарајеву, општина Нови Град,међу  високи стамбени објекти, углавном новије градње, једна улица носу њено име (Улица Хабибе Сточевић).